# Alpiste
Phalaris canariensis é uma espécie de planta com flor pertencente à família Poaceae. 
A autoridade científica da espécie é L., tendo sido publicada em Species Plantarum 1: 54–55. 1753.
O seu nome comum é alpiste (português brasileiro) ou alpista (português europeu). Quanto ao seu tipo biológico, trata-se de um terófito.
É uma gramínea geralmente cultivada pelo seu grão utilizado na alimentação de pássaros, originária da região mediterrânica.

## Portugal
Trata-se de uma espécie presente no território português, nomeadamente em Portugal Continental, no Arquipélago dos Açores e no Arquipélago da Madeira. Em Portugal continental, encontra-se presente nas zonas do Centro-sul plistocénico e do Centro-sul miocénico 
Em termos de naturalidade é introduzida em Portugal Continental e no Arquipélago dos Açores e nativa do Arquipélago da Madeira.

## Protecção
Encontra-se protegida por legislação portuguesa ou da Comunidade Europeia, nomeadamente pelo Anexo da Directiva Habitats e pelo Anexo  da Convenção sobre a Vida Selvagem e os Habitats Naturais na Europa. Sendo certo que não se encontra na lista vermelha da flora vascular de Portugal Continental de 2020.

## Ecologia
Trata-se de uma planta capaz de prosperar tanto em ermos sáfaros como em courelas agricultadas.